# Украинская служба Би-би-си
Украинская служба Би-би-си (англ. BBC News Ukrainian, укр. Українська служба Бі-бі-сі, BBC News Україна) — подразделение Би-би-си на территории Украины, занимающееся освещением последних политических, социальных, экономических и спортивных событий, актуальных для Украины и связанных с ней в остальном мире. Служба образована в 1992 году в Киеве и в Лондоне.

## История
Подразделение создано в 1992 году в Киеве и Лондоне. Среди основателей Элизабет Робсон и Алексей Сологубенко, первая и второй главы. В открытии и первой передаче 1 июня 1992 года принимали участие президент Украины Леонид Кравчук и премьер-министр Великобритании Джон Мейджор.
С июня 2009 года помимо утренних и вечерних передач выходили ежечасные выпуски новостей. 29 апреля 2011 года, в связи с всемирным сокращением корпорацией штата сотрудников, радиовещание прекратилось и осталось только сетевое издание.

## Редакция
В 1993 году штат сотрудников киевского бюро состоял из одного человека, а по состоянию на 2003 год вырос до девяти: Ольга Бурда, Александр Бондаренко, Светлана Дорош (шеф-корреспондент), Анастасия Зануда, Олесь Коношевич, Любомир Крупницкий, Роман Лебедь, Ольга Макарчук и Марта Шокало.
По состоянию на 2003 год штат Украинской службы Би-би-си в Лондоне состоял из главы Мацея Берната-Решчинського, старшего продюсера Натальи Маковейчук-Скофенко Лондон, продюсеров Ольги Бетко, Александра Гриба, Марины Денисенко, Андрея Кравца, Юрия Кушко, Ирины Мосеенко, Фиделя Павленко, Светланы Пиркало, Олега Раца, Катерины Хинкуловой и Ирины Шевальовой, ассистента продюсера Веры Харт, администраторов Юрия Потапенко, редактора Ростислава Хотина, редактора по планированию Ирины Таранюк и редактора отдела новостей Богдана Цюпина.
По состоянию на 2006 год работали корреспондентами Тарас Базюк во Львове, Борис Варга на Балканском полуострове, Лина Кущ в Донецке, Алла Лазарева в Париже, Анна Остапчук в Москве, Андрей Рыбалт в Варшаве, Вадим Рыжков в Днепропетровске, Валентина Самар в Симферополе, Ирина Соммер в Брюсселе, Ярослава Угринюк в Ивано-Франковске, Наталья Хижняк в Вашингтоне. По состоянию на 2009 год также работали Олег Антоненко в Москве, Валерий Боянивский в Минске, Наталья Гатуччо в Риме, Юлия Гуменюк в Ровно, Оксана Денисюк в Черновцах, Ирина Иванец в Херсоне, Оксана Коваленко на Волыни, Екатерина Любка в Стокгольме, Наталья Писанская в Берлине, Александр Попович в Ужгороде, Олег Притыкин в Луганске, Елена Сидоренко в Чернигове, Мирослава Соколова в Виннице, Анатолий Мишин в Полтаве, Анна Силаева в Харькове, Виктор Чернышук в Риге и Александр Шталтовный в Севастополе.
До апреля 2011 года должность продюсера радиопрограммы Украинской службы Би-би-си занимала Светлана Пыркало, которая вела вечернюю пятничную программу.

## Оценки
Министр иностранных дел Украины Борис Тарасюк, заявлял, что слушает Украинскую службу Би-Би-Си на волне радиостанции «Эра» и ему «нравится то, что на Би-би-си значительная часть материалов именно интересующих украинского радиослушателя».
Лидер фракции «Регионы Украины» в Верховной Раде Украины Раиса Богатырёва высказала мнение, что «всегда чувствовала удовольствие и определенное творческое вдохновение, когда я слушала в эфире программы» Украинской службы Би-би-си, отметив, что «такая лаконичная подача материалов обо всех происходящих событиях довольно привлекательна, поскольку даёт много информации в сжатый промежуток времени и даёт толчок для размышлений».
Поэт и издатель Иван Малкович отмечал, что любит слушать Украинскую службу Би-би-си «за то, что можно послушать как краткие новости, так и аналитические размышления» и ему «очень мне нравится, что всё идёт на украинском языке».
Издатели братья Капрановы сказали, что любят Украинскую службу Би-би-си за то, что «нельзя слушать мимоходом», поскольку «это колючее радио, оно не даёт спать», добавив, что «полезные вещи не бывают сладкими».